# Лелькендорф
Лелькендорф (нем. Lelkendorf) — община в Германии, в земле Мекленбург-Передняя Померания.
Входит в состав района Гюстров. Подчиняется управлению Мекленбургише Швайц. Население составляет 542 человек (2009); в 2003 г. — 646. Занимает площадь 29,76 км².
Название имеет славянский корень. В некоторых славянских языках (украинском, польском, белорусском) и в некоторых наречьях приграничного Черноземья сохранилось старое слово "лялька" (означает "кукла").
По другой версии, название происходит он птицы журавля (укр. "лелека" — читается "лэлэка"). Но в польском языке такое слово не сохранилось. Существует оно только в украинском языке и лемковских диалектах. Хотя аргументом "за" эту версию являются сохранившиеся упоминания под названиями Lilekesdorp (1225), Lellekendorp (1262), Lelkendorp (1314).